# Peridiniella danica
Der einzellige Dinoflagellat Peridiniella danica ist ein Vertreter des marinen Planktons. Die Zellen sind mit einer dünnen Theka gepanzert, freilebend und heterotroph. Die Art wurde 1907 von Ove Paulsen als Glenodinium danicum erstmals beschrieben und von Y. Okolodkov und J. Dodge 1995 neu definiert und in die Gattung Peridiniella eingeordnet.

## Merkmale
Zellen von Peridiniella danica entsprechen dorso-ventral leicht abgeplatteten Ellipsoiden, wobei große Zellen gestaucht und kleine Zellen gestreckt sind. Die Größe der Zellen wird von verschiedenen Autoren verschieden angegeben und liegt im Mittel um 20 µm. Die Größe ändert sich zusätzlich mit dem Ernährungsstatus, denn hungernde Zellen verlieren an Größe.
Das Cingulum liegt in der Mitte, ist um eine Gürtelbreite schraubig versetzt und mündet in einer Kurve in den Sulcus. Der Sulcus ist als schmale Furche zum Apex hin verlängert und ist dort um eine charakteristische Pore erweitert.
Die Zellen können durch Teilung entlang einer diagonalen Ebene deutlich asymmetrisch sein.

## Verbreitung
Peridiniella danica ist weltweit im Plankton der Meere zu finden. Fundberichte liegen vor aus dem nördlichen und äquatorialen Atlantik, der Grönlandsee, Barentssee, Skagerrak sowie dem tropischen Pazifik und vor Neuseeland.

## Lebensweise

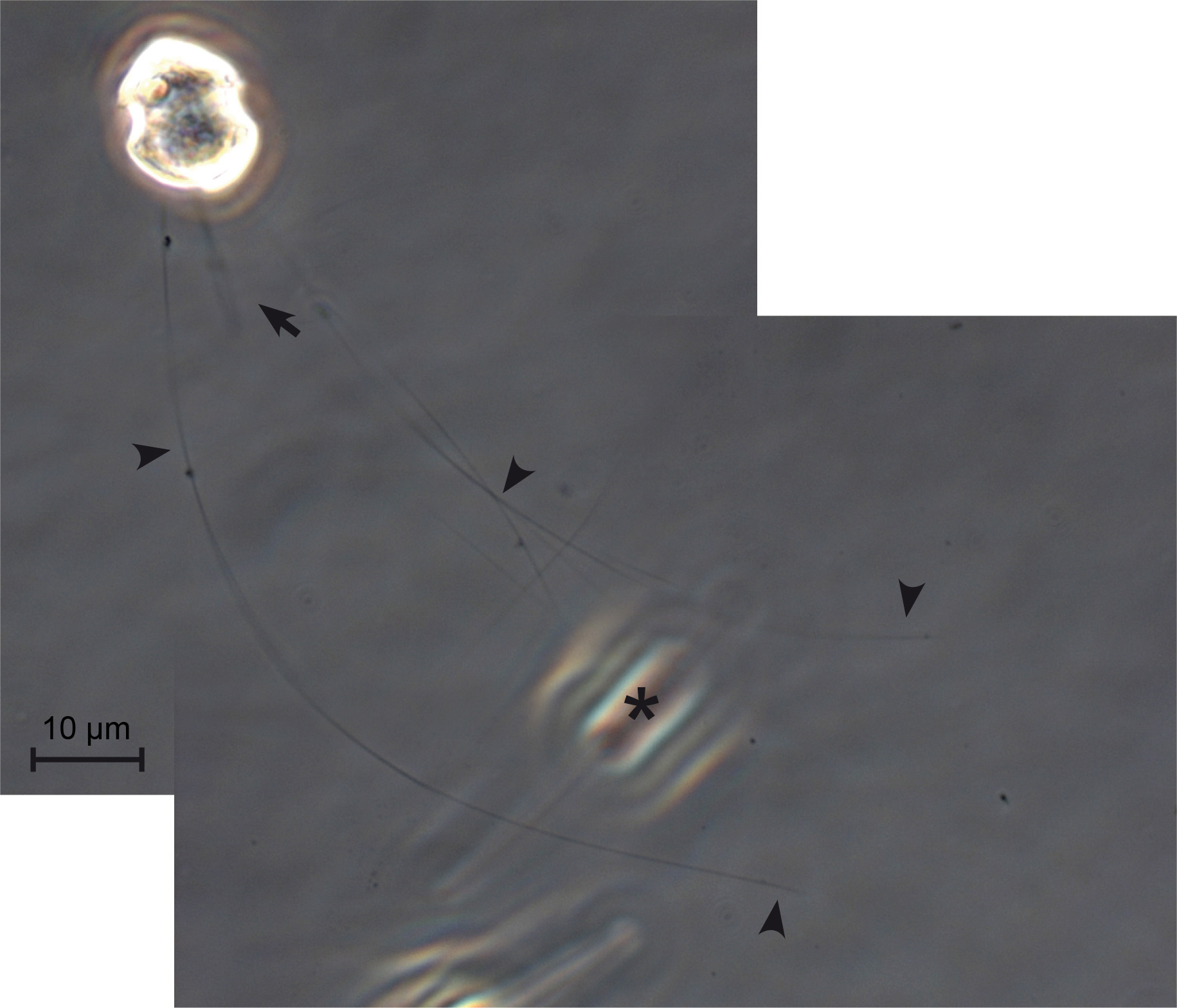
Von P. danica ausgeschleuderte Filamente

Chloroplasten wurden bisher nicht beobachtet, weshalb davon ausgegangen werden kann, dass die Art rein heterotroph ist. Die Zellen schwimmen mit einer Geschwindigkeit von bis zu 200 µm/s und können auch bewegliche Flagellaten wie Cryptophyceen und Coccolithophorida erbeuten. Die Beute wird mit einem Fangfilament fixiert und anschließend mittels Phagozytose aufgenommen.